# Mai 1945
Les événements concernant la Seconde Guerre mondiale sont détaillés dans l'article Mai 1945 (Seconde Guerre mondiale).

## Événements

### Mardi1ermai
- L'amiral Dönitz, devenu président du Reich, annonce à la radio la mort de Hitler et nomme Lutz Schwerin von Krosigk chancelier du Reich.
- Suicides de Joseph Goebbels et de sa femme Magda dans le Führerbunker après avoir tué leurs six enfants.
- Les troupes de la 4e armée yougoslave et celles du 9e Corps NOV slovène entrent dans Trieste.
- Mort de Alfred Péron (1904-1945)
- Premier vol de l'Auster AOP.6.

### Mercredi 2 mai
- Berlin est prise par les troupes russes et polonaises, l'Armée rouge de Koniev et de Joukov. Et les soldats de l'Armée rouge hissent le Drapeau rouge sur la Nouvelle Chancellerie du Reich .
- Les troupes de la 2e division d'infanterie (Nouvelle-Zélande) de la 8e armée britannique arrivent dans Trieste, obtenant la reddition de l'armée allemande, qui refusait de se rendre à un corps de partisans yougoslaves.

### Jeudi 3 mai
- Naufrages du Cap Arcona, du Thielbek et du Deutschland, coulés par la Royal Air Force dans la baie de Lübeck.
- Rangoun est libérée.
- Le théologien allemand Gerhard Kittel (en) est arrêté par les Français à Tübingen.
- L'ingénieur allemand Wernher von Braun et 120 membres de son équipe se rendent aux Américains (ils rejoindront plus tard le programme de la NASA).

### Vendredi 4 mai
- Libération du camp de Neuengamme, totalement vide, par l'armée britannique.
- Capitulation des forces allemandes combattant sur le front du Nord-Ouest. Reddition des armées de l'Allemagne du Nord au maréchal Bernard Montgomery.
- Les Pays-Bas sont libérés par les troupes britanniques et canadiennes. Les troupes allemandes se sont rendues officiellement le jour suivant.
- Libération du Danemark. Les troupes allemandes se sont rendues officiellement le jour suivant.

### Samedi 5 mai
- Le camp de concentration de Mauthausen est libéré par les Américains.
- Sachant l’arrivée des armées soviétiques imminente, la population de Prague se soulève contre l’occupant nazi.
- Gouvernement de Flensbourg dirigé par Karl Dönitz (fin le 23 mai). Ce dernier ordonne à tous les u-boat de cesser toute offensive et de rentrer dans leurs bases.
- Les troupes américaines dirigés par le Capitaine John C. Lee, en collaboration avec les troupes allemandes du Major Josef Gangl libèrent le château d'Itter dans le Tyrol où étaient détenus Paul Reynaud, Édouard Daladier, les généraux Weygand et Gamelin et quelques autres personnalités françaises.
- Le poète et auteur Ezra Pound est arrêté par les soldats américains en Italie, pour trahison.
- Une bombe ballon japonaise tue un adulte et cinq enfants à Bly (en). Ce furent les seules personnes tuées sur le continent américain par une attaque ennemie durant la Seconde Guerre mondiale.

### Dimanche 6 mai
- France : le RC Paris remporte la Coupe de France de football face au Lille OSC, 3-0.
- Les troupes allemandes aux Pays-Bas, sous le commandement du général Johannes Blaskowitz se rendent symboliquement, au général canadien Charles Foulkes, en présence du général Bernhard de Lippe-Biesterfeld, commandant en chef des forces des Pays-Bas.

### Lundi 7 mai

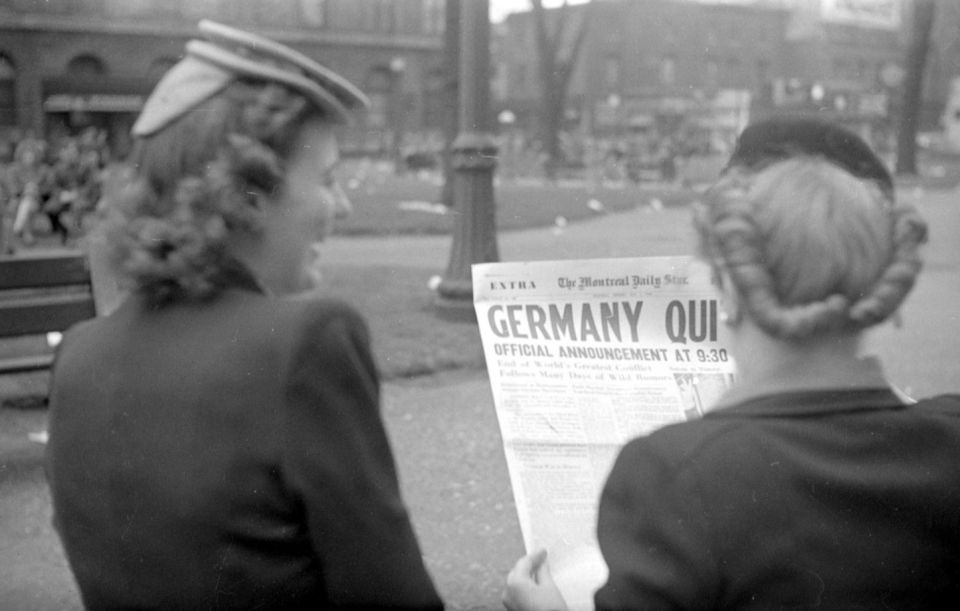
Deux jeunes femmes lisant la une du Montreal Daily Star annonçant la capitulation allemande et la fin imminente de la Seconde Guerre mondiale, 7 mai 1945

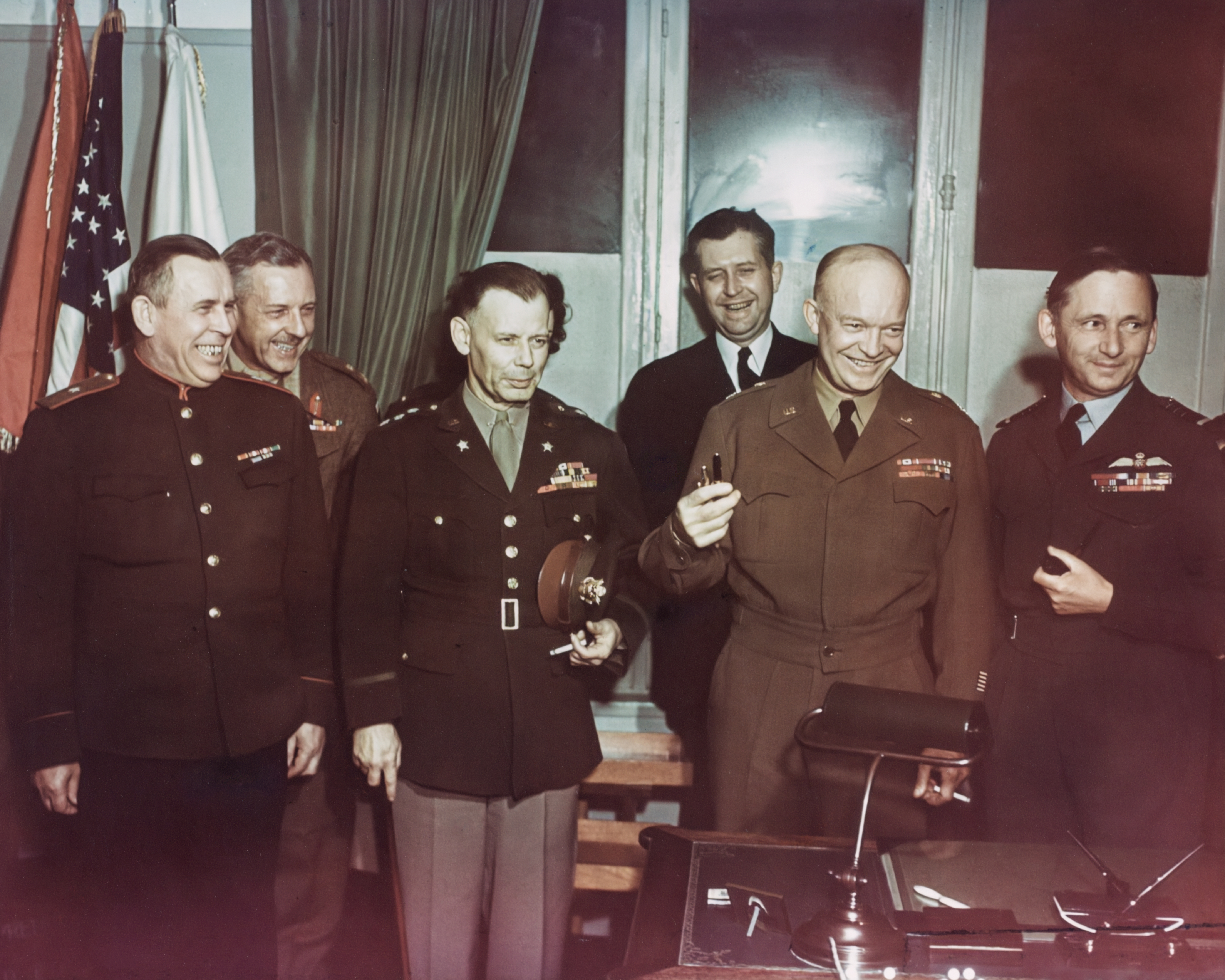
Le général Eisenhower et les représentants du SHAEF après la capitulation à Reims.

- L'Allemagne : capitulation sans conditions face aux Alliés vers 2 heures 40 du matin dans une école à Reims[1]. La capitulation de l'Allemagne est signée par le général allemand Alfred Jodl et l'état-major des troupes allemandes du front de l'Ouest, en présence de l'Américain Walter B. Smith, du général soviétique Ivan Sousloparov et du général français François Sevez.
- Libération des 25 000 survivants du camp de concentration de Theresienstadt par les Soviétiques.
- Libération du Roi des belges Leopold III par les troupes américaines à Strobl, près de Salzbourg en Autriche.

### Mardi 8 mai
- Hermann Goering est arrêté par une unité de la VIIe Armée US à Bruck an der Grossglocknerstrasse en Autriche.
- VE-day.
- L’amiral Karl Dönitz capitule[2]. L’Acte définitif de capitulation est signé à Berlin par le général Stumpff, l’amiral von Friedeburg et le maréchal Keitel en présence du maréchal Joukov (URSS), du général Spaatz (États-Unis), du général Tedder (GB) et du général de Lattre de Tassigny (France). Le cessez-le-feu sur le front européen entre en vigueur à 23:01(CET). Cette signature marque la fin officielle de la Seconde Guerre mondiale en Europe.
- France : la soprano Lily Pons entonne la Marseillaise sur le parvis de l’Opéra de Paris, pour fêter l’acte de capitulation de l'Allemagne.
- En Norvège, le commissaire du Reich, Josef Terboven, et le chef de la police allemande Wilhelm Rediess se suicident à Skaugum près d'Oslo.
- 8 - 13 mai, Algérie : massacres de Sétif et Guelma[3] à l'occasion de la célébration de la capitulation nazie. Ces manifestations aboutirent à des émeutes nationalistes algériennes. Il y eut 12 000 à 15 000 morts algériens à la suite de la répression militaire en réponse à l'assassinat de 102 colons par les émeutiers arabes. L'Algérie indépendante fixe à cette date le vrai début de la guerre d'Algérie et elle revendique 45 000 morts dus à la répression militaire.

### Mercredi 9 mai
- VE-day pour l'Union soviétique.
- La Norvège arrête le traître Vidkun Quisling.
- L'Armée rouge entre à Prague.
- Le général Alexander Löhr, commandant  du Groupe d'armées E signe la capitulation des troupes allemandes en Slovénie.
- La garnison allemande des îles Anglo-Normandes fait sa reddition aux forces britanniques.

### Vendredi 11 mai
- Le ministre de la police du gouvernement collaborationniste Quisling; Jonas Lie se suicide à Skallum.

### Samedi 12 mai
- Grande-Bretagne : dans un télégramme envoyé à Harry S. Truman par Winston Churchill, première évocation du « rideau de fer » qui traverse l'Europe, terme qui sera repris dans le discours de Fulton.

### Dimanche 13 mai
- A Amsterdam, Bruno Dorfer et Rainer Beck sont exécutés pour désertion par une cour martiale allemande dans un camp de prisonniers tenu par l'armée canadienne.

### mercredi 16 mai
- Le gouvernement d'Edvard Beneš s’installe à Prague.
- La France reçoit un siège de membre permanent au Conseil de sécurité des Nations unies.

### Jeudi 17 mai
- A Berlin, le commandant des forces d'occupation soviétiques, le général Nikolaï Berzarine nomme Arthur Werner comme bourgmestre-maire, nomination confirmée ultérieurement par le Commandement allié.
- France : l'organisation Résistance-Fer est citée à l'ordre de l'Armée.
- Début des attaques aériennes directes sur le Japon depuis Okinawa, jusqu'au 14 août.

### Samedi 19 mai
- le gouvernement iranien du premier ministre Ebrahim Hakimi demande officiellement le retrait anticipé des troupes américaines,britanniques et soviétiques du territoire iranien; qui était prévu par un accord tripartite; au 2 mars 1946.

### Lundi 21 mai
- États-Unis : mariage à Ohio de Humphrey Bogart et Lauren Bacall
- Italie : le CLNAI installe partout des administrations provisoires, annonçant une transformation radicale de la politique et de la société en Italie du Nord, mais Togliatti annonce à Milan que le parti communiste italien avait décidé de transformer la société italienne par voie légale, la pratique parlementaire et la participation au gouvernement du CLN.

### Mercredi 23 mai
- Allemagne :
  - L'amiral Karl Dönitz, successeur désigné par Adolf Hitler, est arrêté près de Flensbourg.
  - Arrêté par les Britanniques, Himmler, ministre de l’Intérieur du Reich et organisateur du système de répression, se suicide à Lunebourg.
- Royaume-Uni : retour des travaillistes dans l’opposition.

### Vendredi 25 mai
- France : création de l'UDSR (Union démocratique et socialiste de la Résistance) par diverses personnalités dont François Mitterrand.
- Les bombardements redoublent sur Tôkyô.

### Lundi 28 mai
- Allemagne : le fasciste britannique William Joyce, surnommé Lord Haw-Haw, propagandiste à la radio nazie, est arrêté par l'armée britannique , près de Flensburg.

### Mardi 29 mai
- France : fondation de la Société nationale d'étude et de construction de moteurs d'avions (SNECMA) à la suite de la nationalisation de Gnome et Rhône en avril.
- Liban et Syrie : après des manifestations réclamant l’indépendance promise, une véritable révolte éclate au Liban et en Syrie. Des affrontements sanglants ont lieu à Damas entre l’armée française et la police syrienne. Les Français bombardent Damas. La Grande-Bretagne menace d’intervenir militairement. Un cessez-le-feu est proclamé et les troupes françaises rentrent dans leurs casernes.
- Norvège : le norvégien Knut Hamsun (prix nobel de Littérature 1920) est arrêté et emprisonné en raison de sa collaboration avec les autorités d'occupation nazies.
- Belgique : les socialistes belges demandent au Roi des Belges, Léopold III, de démissionner.

### Jeudi 31 mai
- France : réception de Louis de Broglie, prix Nobel de physique, à l’Académie française, reçu par son frère Maurice de Broglie.
- Norvège : le gouvernent en exil de Johan Nygaardsvold revient en Norvège et donne aussitôt sa démission (effective le 25 juin), comme il en a pris l’engagement.

## Naissances
- 4 mai : Michel Daigle, acteur canadien († 15 janvier 2015).
- 5 mai :
  - Alain Gilles, joueur puis entraîneur de basket-ball français († 18 novembre 2014).
  - Suranjit Sengupta, homme politique bangladais († 5 février 2017).
- 6 mai : Ojo Maduekwe, homme politique nigérian († 29 juin 2016).
- 7 mai : Antoinette Sassou Nguesso, Première dame de la République du Congo.
- 8 mai : Keith Jarrett, pianiste de jazz américain.
- 11 mai : Jean Sarrus, comédien, réalisateur et musicien français († 19 février 2025).
- 13 mai : Lasse Berghagen, chanteur, compositeur, acteur et producteur suédois († 18 octobre 2023).
- 14 mai : Yochanan Vollach, footballeur israélien, président du Maccabi Haïfa.
- 19 mai : Pete Townshend, guitariste britannique.
- 20 mai : 
  - Anton Zeilinger, physicien autrichien.
  - Alejo Vidal-Quadras, homme politique espagnol.
- 21 mai : Ernst Messerschmid, spationaute allemand.
- 24 mai : Priscilla Presley, actrice, mannequin et écrivain américaine.
- 28 mai : John Fogerty, chanteur et compositeur américain.
- 29 mai : Daniel Van Ryckeghem, coureur cycliste belge († 26 mai 2008).
- 31 mai :
  - Henri Emmanuelli, homme politique français († 21 mars 2017).
  - Rainer Werner Fassbinder, cinéaste allemand († 10 juin 1982).
  - Laurent Gbagbo, homme politique ivoirien.

## Décès
- 1er mai : Joseph Goebbels, ministre nazi de la Propagande (suicidé).
- 5 mai : Lucien Rottée, directeur des Brigades spéciales (° 1893).
- 8 mai : Volkmar Lachmann, écrivain allemand (° 23 septembre 1921).
- 23 mai : Heinrich Himmler dirigeant nazi (suicidé).
- 24 mai : Constantin Gorbatov, peintre russe (° 17 mai 1876).
- 31 mai : Leonid Pasternak, peintre russe (° 4 avril 1862).